# Solnechnogorsk

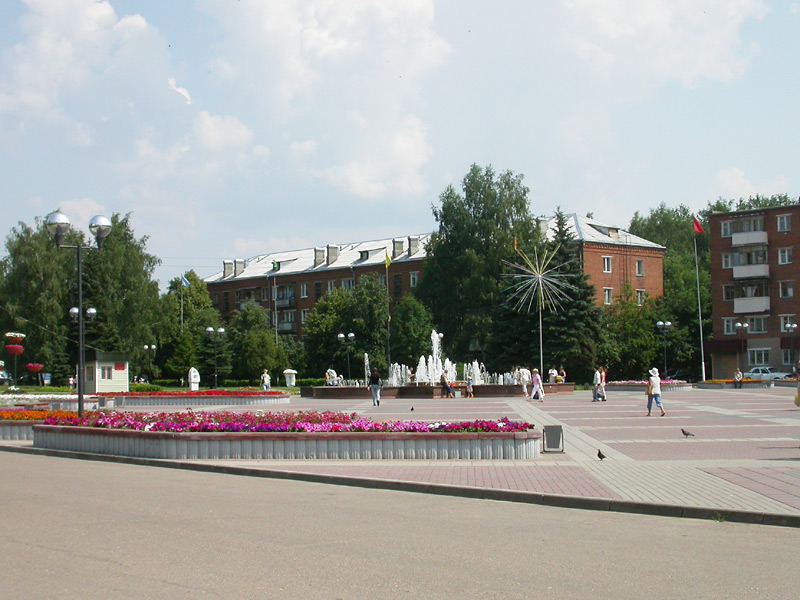
Trung tam

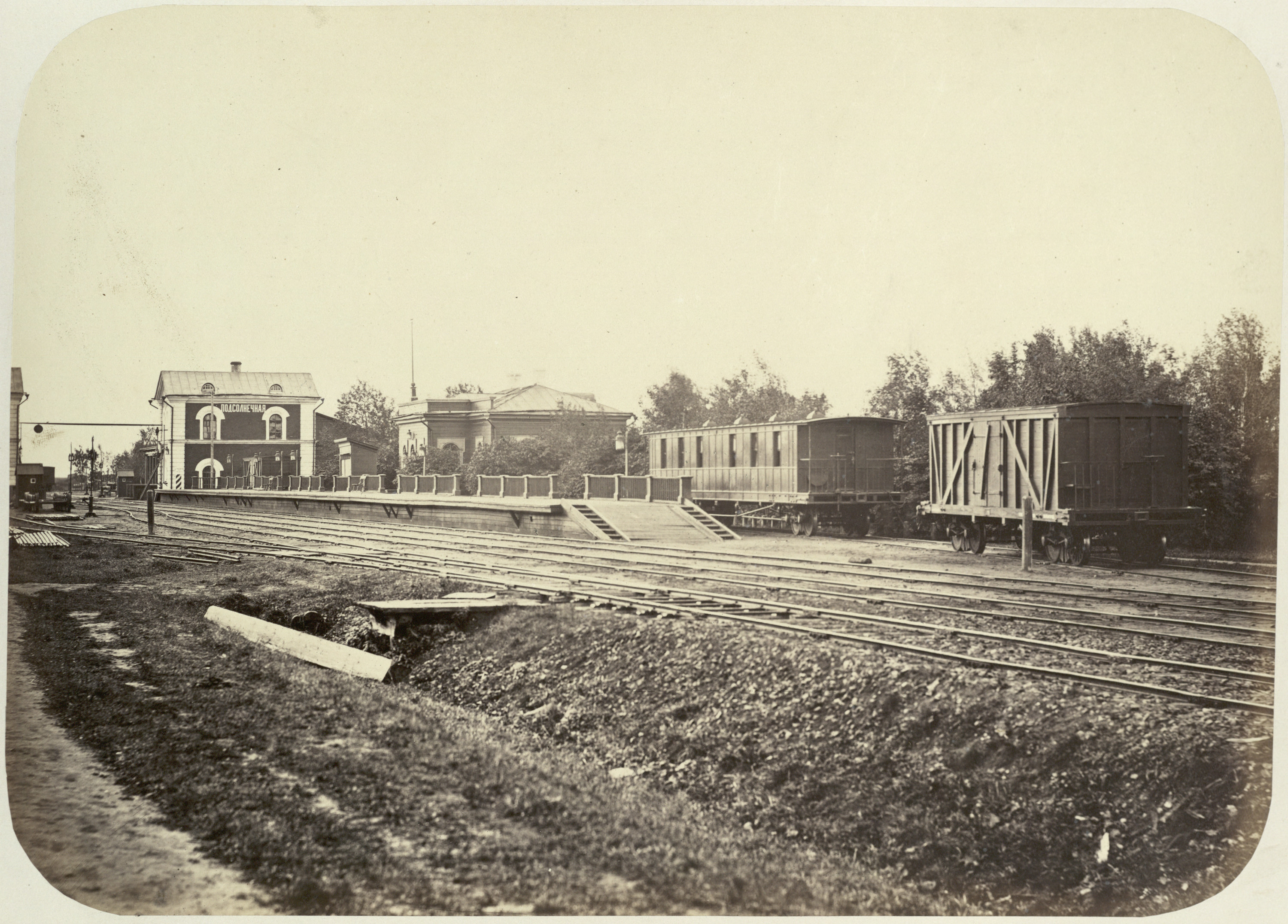
Nhà ga Podsolnechnaya những năm 1860

Solnechnogorsk (tiếng Nga: Солнечногорск) là một thành phố Nga. Thành phố này thuộc chủ thể Moskva Oblast, là trung tâm hành chính của huyện Solnechnogorsky. Thành phố nằm ở trên xa lộ Moskva-Saint Petersburg và tuyến đường sắt Mosva-Saint Petersburg, ở bờ của hồ Senezh, 65 kilômét (40 mi) về phía tây bắc Moskva.. Thành phố có dân số 58.374 người (theo điều tra dân số năm 2002). Đây là thành phố lớn thứ 284 của Nga theo dân số năm 2002. Dân số qua các thời kỳ:  58,374 (Điều tra dân số 2002); 55,554 (Điều tra dân số năm 1989).
Ban đầu, có một ngôi làng tên là Solnechnaya Gora. Làng được nâng thành thị trấn và được đổi tên thành Solnechnogorsk vào năm 1938.
Thị trấn có một xây dựng nhà máy sản xuất kim loại, xưởng thủy tinh, câu cá thể thao kinh doanh, nhà nghỉ, trung tâm thể thao, trại hè của trẻ em, và nhà nghỉ trượt tuyết.
Có một bảo tàng truyền thuyết địa phương trong thị trấn. Không xa từ Solnechnogorsk là của Shakhmatovo từng thuộc về một nhà thơ Nga nổi tiếng Alexander Blok, một bảo tàng của ông đã được mở ở đó.
Thành phố là đóng quân của Không quân Nga.
Đây cũng là nơi sinh của cựu cầu thủ khúc côn cầu Liên Xô Victor Shalimov và Valeri Kharlamov.